# Portable Document Rights Language
Il Portable Document Rights Language (in italiano: Linguaggio dei diritti dei documenti trasferibili) in sigla PDRL è un linguaggio di programmazione per l'espressione dei diritti e delle condizioni di accesso ai contenuti digitali.
Fu creato come facente parte dello sviluppo di Adobe LiveCycle Policy Server.
Fu concepito per migliorare il linguaggio dei permessi di Adobe Acrobat Professional e Acrobat Standard.

## Elementi XML
- Licenza
- Politica
- Risorse